# Сворачивающийся мост
Сворачивающийся мост — пешеходный разводной мост оригинальной конструкции, переброшенный через канал Гранд-Юнион в районе Паддингтон в Лондоне.
Стальной мост состоит из восьми треугольных секций, шарнирно соединённых на уровне полотна моста. Только один из концов моста прикреплён к берегу, второй же просто лежит на противоположном берегу. Парапеты моста состоят из складывающихся звеньев. В вертикальных стойках скрыты гидравлические цилиндры. В сведённом (разложенном) состоянии мост имеет длину 12 метров.
Когда необходимо развести (сложить) мост для прохождения лодок по каналу, на гидравлические цилиндры подаётся давление. Штоки цилиндров выдвигаются, складывая звенья парапета гармошкой. В результате мост сворачивается так, что два его конца соединяются, а сам он приобретает восьмиугольную форму, становясь похожим на мельничное колесо, стоящее на одном из берегов. Общее время сворачивания моста — около трёх минут.
Мост сооружён в 2004 году по проекту инженера Томаса Хизервика. Он хотел создать мост, который вместо того, чтобы «разламываться», чтобы пропустить лодки, вместо этого «уходил бы с дороги». По словам создателя, большинство разводных мостов в разведённом состоянии выглядит как будто сломанными, свою же задачу Хетервик видел в том, чтобы обыкновенный, ничем не примечательный с первого взгляда объект вдруг оборачивался чем-то удивительным, зрелищным.
В 2005 году дизайнерское сооружение удостоено архитектурной премии British Structural Steel Design Award. 

## Галерея

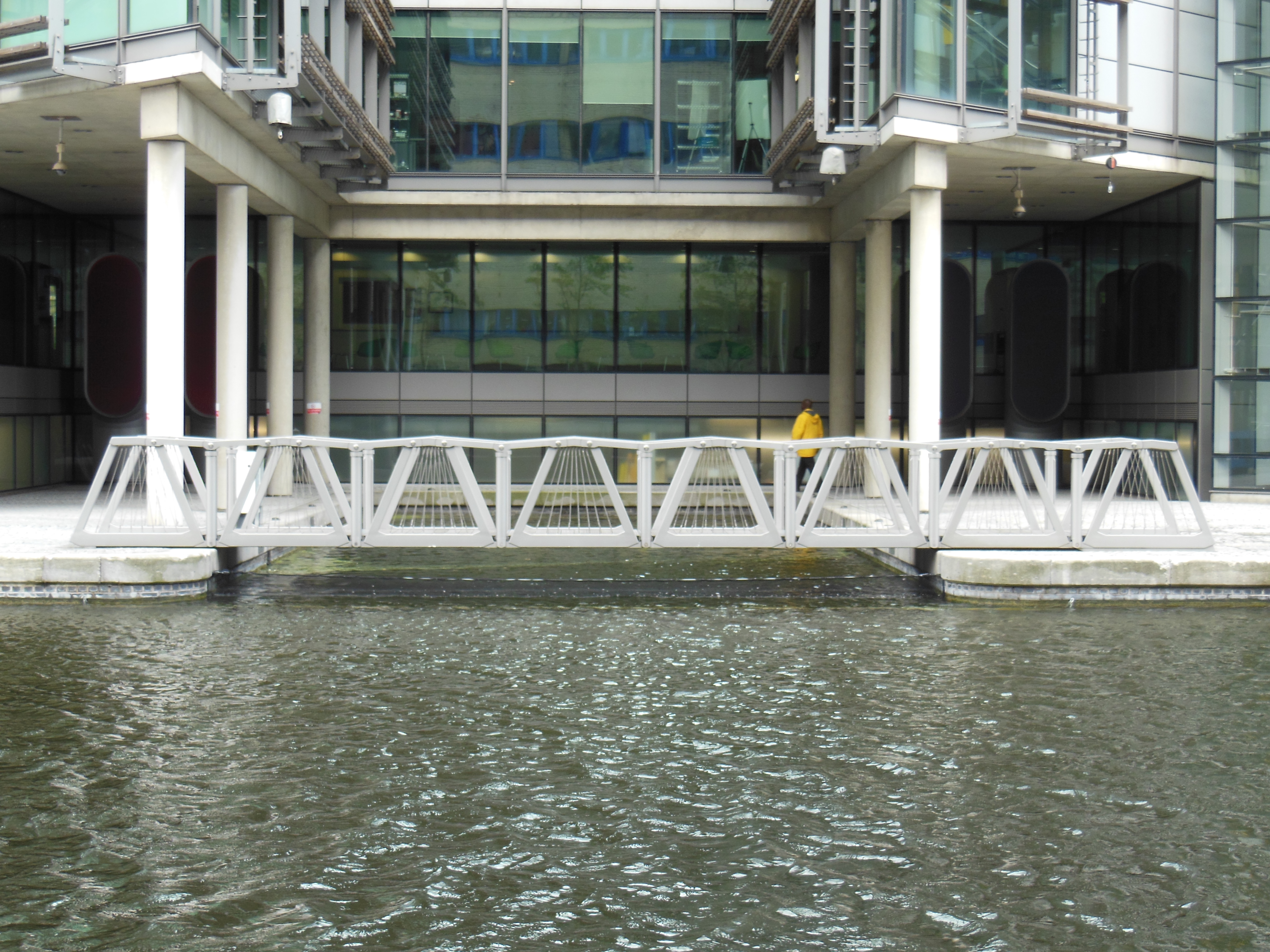
Мост разложен
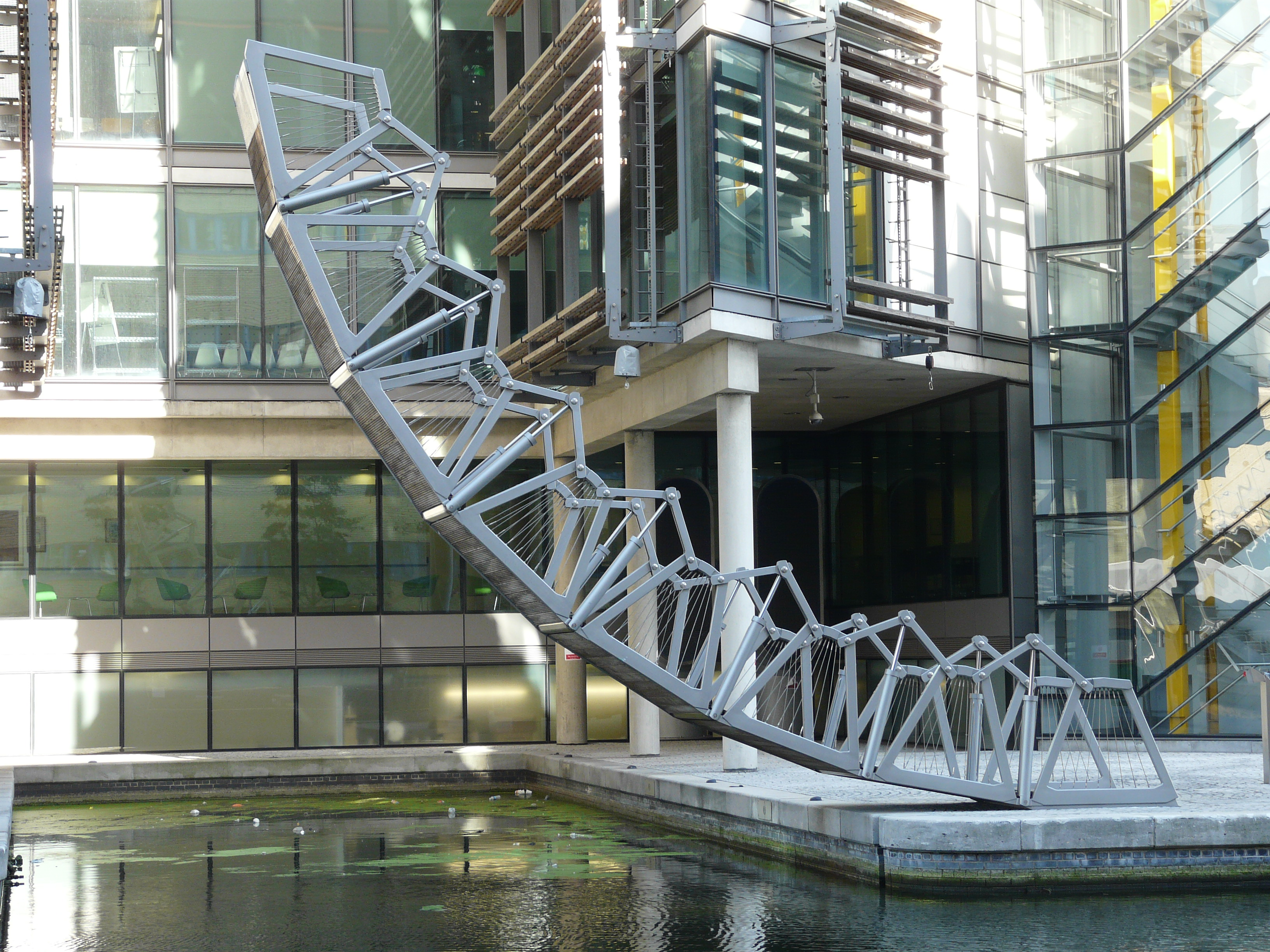
Мост сворачивается
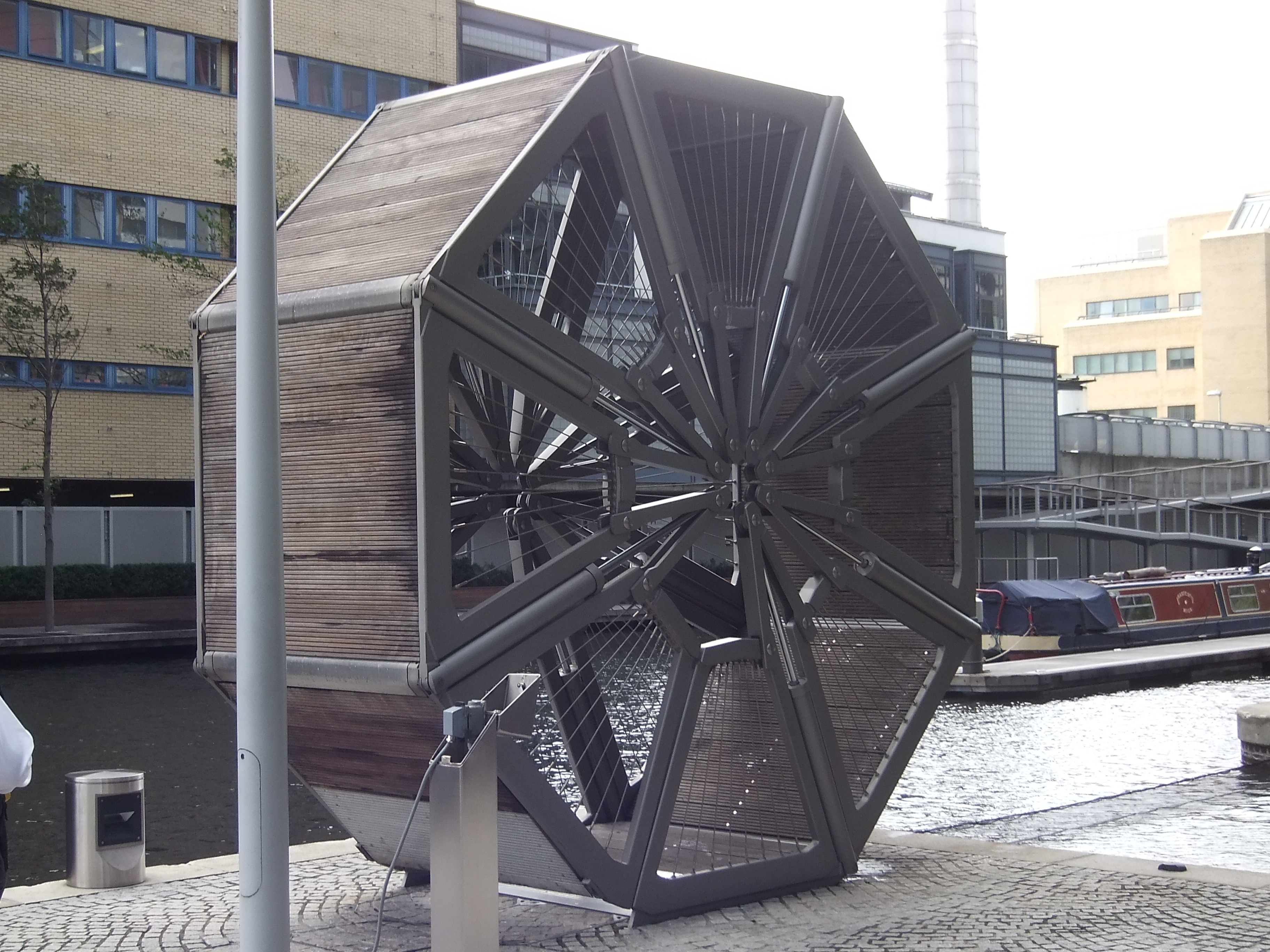
Мост в сложенном виде
- Процесс сведения и разведения моста